# Fénix (mitología griega)

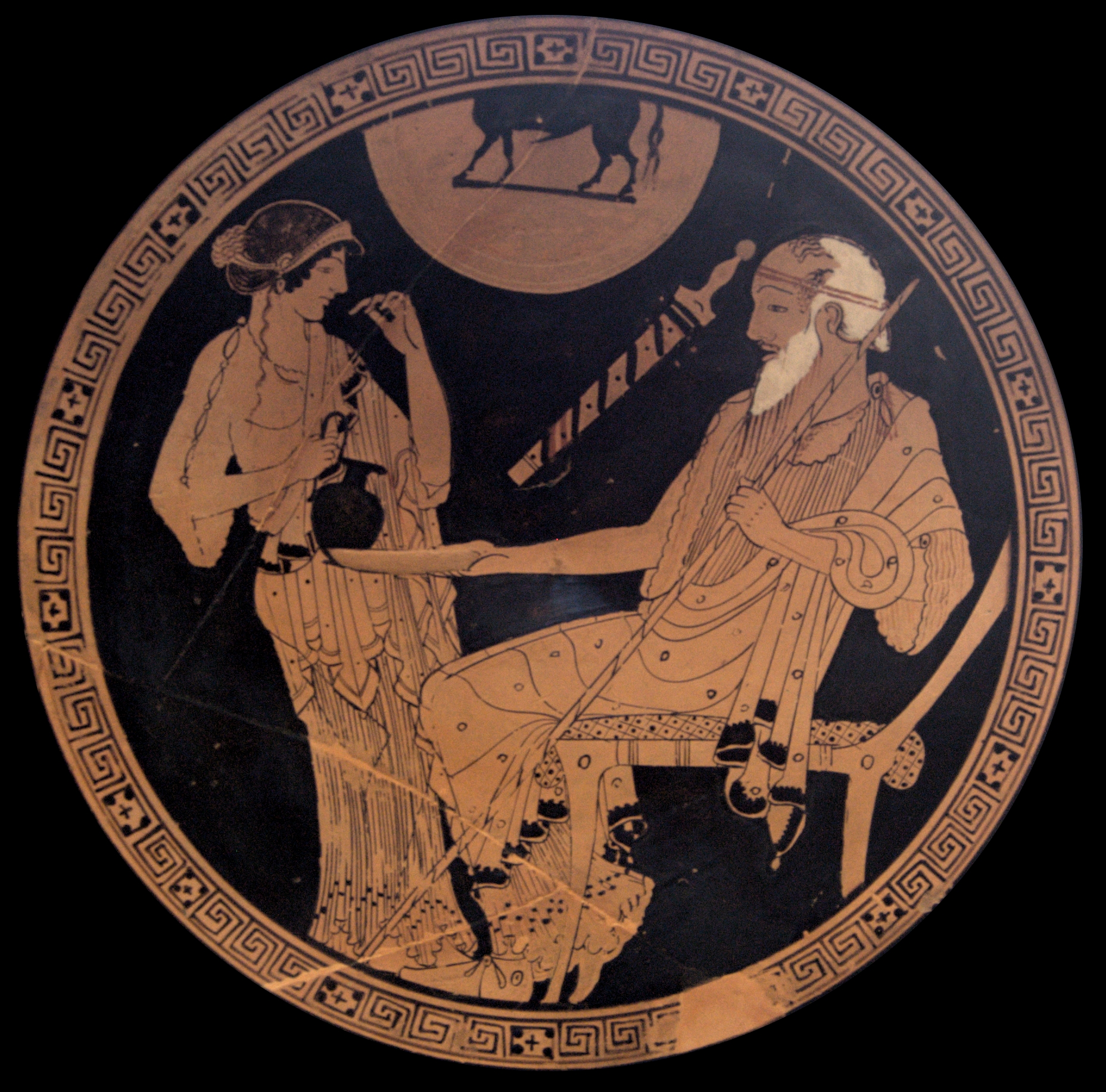
Briseida y Fénix representados en un kílix, ca. 490 a. C., Museo del Louvre (G 152).

Según la Ilíada, Fénix (en griego: Φοῖνιξ, -ικος; latín: Phoenix, -ĭcis) fue, junto con el centauro Quirón, el educador de Aquiles y uno de los mirmidones que le acompañaron durante la guerra de Troya. 
Fénix era hijo de Amíntor e Hipodamía (a veces se da a su madre el nombre de Cleobule o Alcímeda), soberanos de Beocia. Celosa su madre de Clitia o Ftía (una concubina de su padre), instigó al muchacho a seducirla. Al descubrirlo Amíntor, cegó a Fénix. Se refugia en la corte de Peleo, y este monarca lo envía con el centauro Quirón, que le devuelve la vista y posteriormente Peleo le hace rey de los dólopes. En la guerra de Troya, primero actúa como acompañante y consejero de Aquiles y más tarde del hijo de este último, Neoptólemo. Con Neoptólemo emprende el regreso desde Troya, pero muere en el camino.
Por abolengo Fénix es Eólida, en esta sucesión genealógica: Fénix - Amíntor - Ormeno - Cercafo - Eolo.